# People en Español
People en Español é uma revista estadunidense em espanhol publicada pela Time Inc. (Time Warner), estreada em 1996, originalmente incluída na mensal People.

## Historia
A Time Inc. lançou a edição em espanhol da revista People em 1996. A empresa disse no The New York Times que a nova publicação surgiu após uma edição de 1995 da revista original ser distribuída com duas capas distintas, uma com a cantora Selena. e outra capa com membros do elenco de Friends a capa Selena esgotou enquanto a outra não.
Embora a ideia original fosse que as traduções em espanhol de artigos da revista inglesa compreendessem metade do conteúdo da publicação mais recente, o People en Español chegou a ter uma mistura de 90% de conteúdo original e 10% de material traduzido percebido pelos editores para ter importância intercultural.
Como o público leitor é formado por falantes de espanhol de diversas origens, a equipe editorial se esforça ao máximo para usar uma variedade de espanhol tão neutra quanto possível. A funcionária Betty Cortina disse ao The Washington Post em 1996: "Nós nos policiamos enquanto editamos, garantindo a manutenção de um espanhol de alto nível e sem gírias. Estamos tentando acabar com o mito de que todo mundo quer um tipo diferente de Espanhol."
A revista recebeu uma série de elogios, incluindo ser nomeada uma das "Mais Notáveis" Lançamentos de Revista dos Últimos 20 Anos" pela Media Industry News (MIN). Em abril de 2006, sua editora na época, Jacqueline Hernández, foi nomeada Executiva do Ano da Adweek Marketing y Medios. Em março de 2007, a People en Español foi listada na Hot List "10 under 50" da Adweek pelo quarto ano consecutivo.

## Edições especiais
Entre as onze edições que o People en Español divulga por ano, há várias edições especiais, incluindo "Los 50 Más Bellos" de junho (50 Most Beautiful) e "Estrella del Año" de dezembro. Edições especiais que estrearam em 2007 incluem "Los 100 Hispanos Más Influyentes" (100 Hispânicos Mais Influentes) de fevereiro e "Sexiest Man Alive" de novembro, semelhante à franquia estabelecida da revista People.

### As 50 capas mais bonitas
| Ano  | Pessoas da Capa | Notas |
| ---- | --- | --- |
| 2014 | Osvaldo Miranda Arteaga, Maite Perroni, Ana Brenda Contreras, Angelique Boyer, Daniel Arenas, Génesis Rodríguez, Canelo Álvarez, Eiza Gonzáles, Blanca Soto, Pedro Moreno e Marjorie de Sousa. | Capa |
| 2013 | David Zepeda, Lucero, Jencarlos Canela, Erick Elías, Eugenio Siller, Rafael Amaya e Sebastián Rulli                                                                                            | Capa. |
| 2012 | Thalía, Ricky Martin, Zoe Saldaña, Alicia Machado, Gaby Espino, Charytín, Silvia Navarro, Chiquinquirá Delgado, Ana Brenda Contreras                                                           | Capa. |
| 2011 | Elizabeth Gutiérrez, Kate del Castillo, William Levy, Alejandra Guzmán, Blanca Soto, Angelique Boyer, Dulce María, Ilia Calderon                                                               | Capa. |
| 2010 | Belinda, Daisy Fuentes, Fernando Colunga, Jacqueline Bracamontes, Giselle Blondet, Sofía Vergara, Olga Tañón, Adamari López                                                                    | Capa. |
| 2009 | Maite Perroni, Eva Longoria, Catherine Siachoque, Karla Monroig, Dayana Mendoza, Ana de la Reguera, Edith González, Ana Bárbara, Bárbara Bermudo, Lili Estefan                                 | Capa. |
| 2008 | Christina Aguilera; Dayanara Torres; Danna García; Sofía Vergara; Angélica Rivera; Ivy Queen; Myrka Dellanos; Marlene Favela;                                                                  | Capa. |
| 2007 | Angélica Vale; Adamari López; Alejandro Fernández; Beyoncé Knowles; Mario López; Candela Ferro; Bárbara Bermudo; Ludwika Paleta                                                                | Capa. |
| 2006 | Jennifer López; | Capa |
| 2005 | Paulina Rubio; María Celeste Arrarás; Dayanara Torres; Gloria Estefan; Paola Rey; Daisy Fuentes; Sonia Braga; Inés Rivero; Karyme Lozano                                                       | Tres páginas de portada. Seis diferentes versiones de la cubierta ofrecen "divas" en diferente orden fueron producidos para las diferentes regiones. |
| 2004 | Juan Soler; Myrka Dellanos; Roselyn Sánchez; Bárbara Mori; Nicholas González; Michelle Rodríguez; Eduardo Verastegui; Luis Fonsi                                                               | Capa |
| 2003 | Thalía | Último año en la que se llamó "25 Bellezas" |
| 2002 | Paulina Rubio | |
| 2001 | Shakira | |
| 2000 | Juan Soler | |
| 1999 | Alejandro Fernández | |
| 1998 | Carlos Ponce | |
| 1997 | Ricky Martin | |